# N-4
La  N-4  (anteriorment  N-IV ), coneguda popularment com a Carretera de Madrid a Cadis, és una carretera nacional pertanyent a la xarxa radial de carreteres espanyoles. El seu recorregut original era el de Madrid-Cadis, actualment es conserva el tram comprès entre Bellavista al aeropuerto de Bellavista passant per Dos Hermanas, amb el quilometratge original i sense desdoblegar-se com 
 A-4 , a conseqüència que la 
 AP-4  va paral·lela a aquesta. La resta de la ruta entre Madrid i Sevilla ha passat a denominar-se 
 E-5  A-4; uns certs trams existents entre Jerez i Cadis han estat canviats de nom com a 
 CA-31 , 
 CA-32  i 
 CA-33 . El seu itinerari de referència O/D és Toledo (La Guàrdia) / Cadis (Sant Ferran).
D'altra banda, els trams que travessen poblacions ara envoltades per l'autovia mantenen la denominació 
 N-4A  o 
 N-4R  o bé han estat transferits als ajuntaments convertint-se en una via urbana més del municipi.

## Tram existent entre Dos Hermanas i Jerez
L'únic tram existent de la N-4 sense desdoblegar és el tram comprès entre l'aeroport de Jerez de la Frontera i Dos Hermanas, a les províncies de Cadis i Sevilla. El tram suporta un trànsit de 20 000 vehicles/dia per 2016 i té bona visibilitat, amb un ferm en correcte estat però té un índex d'accidentalitat bastant important. Entre 2001 i 2016 van morir 99 persones en la via i 38 en la dècada 2008-2018. La intenció del Govern era liberalitzar el peatge de l'autopista AP-4 entre Sevilla i Cadis per a desviar el trànsit de la carretera convencional a la via ràpida, fomentant la seguretat dels usuaris. No obstant això, la liberalització no s'espera abans de 2019 i, mentrestant, el Ministeri de Transports, Mobilitat i Agenda Urbana d'Espanya va licitar una obra de desdoblegui per a fer més destral el tram de la N-4 situat entre els termes municipals de Dos Hermanas i Los Palacios y Villafranca, perquè era una de les peticions dels veïns de totes dues localitats. L'obra va estar parada en 2017, però es va reactivar preveient la seva inauguració al llarg de 2019.
En els trams de les províncies de Cadis i Sevilla ja han estat substituïdes les antigues etiquetes N-IV per les noves N-4 en els pals quilomètrics i miramètrics, encara que nombrosos croquis i cartells encara mantenen la nomenclatura antiga.

## La Nacional 4 al cinema
La pel·lícula El puente de Juan Antonio Bardem, protagonitzada per Alfredo Landa en 1977, recull part del recorregut de la carretera Nacional 4, així com apareixen plànols d'Ocaña i Torremolinos. Destaca la substitució de la pintura groga, que delimita els sentits, per la pintura blanca actual.